# Albany Carriage
Albany Carriage (kurz: Albany) war ein britischer Hersteller von Automobilkarosserien, der in den 1920er-Jahren tätig war. Albany baute Kleinserien und Einzelstücke. Bleibende Bekanntheit erlangte das Unternehmen durch den außergewöhnlich geformten Airway Saloon auf Lancia-Basis.

## Unternehmensgeschichte
Das Gründungsdatum der Albany Carriage Company lässt sich den verfügbaren Quellen nicht entnehmen. Vor 1920 ist keine Tätigkeit im Karosseriebau dokumentiert.
Zu Beginn der 1920er-Jahre war Albany in der nördlich von London gelegenen Stadt St Albans ansässig. 1924 wurde der Sitz in den Londoner Stadtteil Hanwell (Borough of Ealing) verlegt, wo Albany die Hallen eines ehemaligen Straßenbahndepots bezog. In dieser Zeit wurde das Unternehmen von Norman Wallis geführt. Unter seiner Leitung erwarb es Mitte der 1920er-Jahre die Lizenz zur Fertigung von Weymann-Karosserien, die Albany in der Folgezeit vor allem im Auftrag von Alvis Cars herstellte. Ab 1927 bestand eine Geschäftsbeziehung zu dem Londoner Automobilhändler Charles Follett, der bei Albany einige Aufbauten für Lancia-Chassis in Auftrag gab. Durch sie erhielt Albany vorübergehend landesweite Aufmerksamkeit, von der das Unternehmen aber nicht langfristig profitierte. Schon im folgenden Jahr geriet Albany in wirtschaftliche Schwierigkeiten. Nachdem Albanys Manager Norman Wallis im November 1927 überraschend verstorben war, kündigte Alvis Anfang 1928 den Vertrag zur Herstellung von Weymann-Karosserien. Bis 1930 hielt sich Albany mit Reparaturen über Wasser; außerdem fertigte das Unternehmen noch einige Busaufbauten. 1930 stellte Albany den Betrieb schließlich komplett ein. Das Karosseriebauunternehmen A.P. Compton & Co. übernahm daraufhin die Werkshallen in Hanwell.

## Karosserien von Albany

### Albany und Alvis

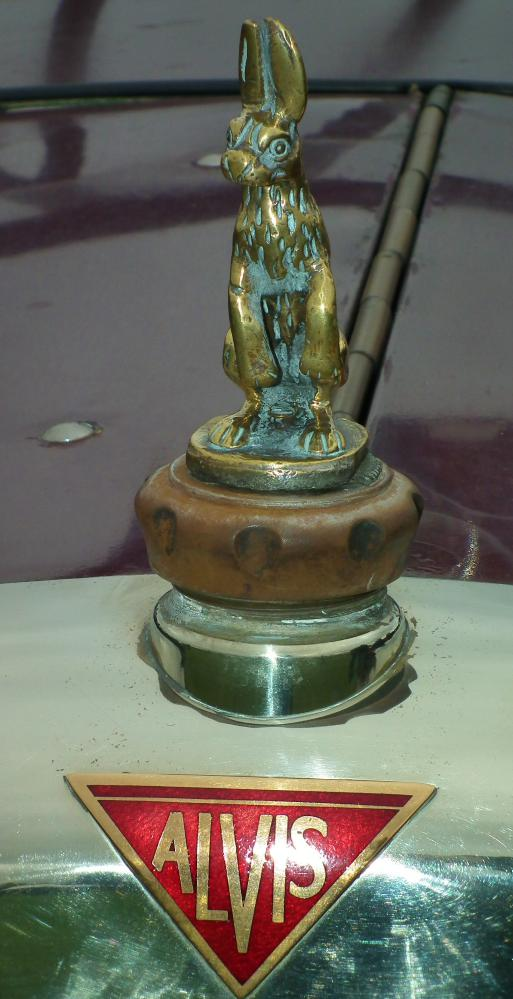
Frühes Alvis-Emblem

In der zweiten Hälfte der 1920er-Jahre lag Albanys Schwerpunkt auf der Herstellung von Weymann-Karosserien für Alvis Cars.
Wie die meisten britischen Automobilhersteller jener Zeit hatte Alvis keine eigene Karosserieproduktion. Stattdessen wurden unabhängige Fachbetriebe mit der Herstellung von Aufbauten beauftragt, die zumeist in kleinerer Serie entstanden und als Quasi-Werkskarosserien über Alvis’ Händlernetz vertrieben wurden. Seit Mitte der 1920er-Jahre hatte Alvis neben den herkömmlichen Stahlaufbauten auch Karosserien nach dem Weymann-Patent im Angebot, die zeitweise sehr gefragt waren. Sie bestanden aus Holzgerüsten, die auf der Außenseite mit lackiertem Kunstleder überzogen waren. Zu den wenigen Spezialbetrieben, die von Charles Weymann die notwendige Lizenz zum Bau solcher Karosserien erworben hatten, gehörte Albany. Etwa 1925 erhielt Albany von Alvis den Auftrag, Weymann-Aufbauten für die Baureihe 12/50 herzustellen. Die Geschäftsbeziehung hielt bis zum Dezember 1927. Zu dieser Zeit war es Alvis gelungen, ein eigenes Karosseriesystem zu entwickeln, das ähnlich wie die kunststoffbespannten Aufbauten von Weymann Verwindungen und Geräuschentwicklungen des Aufbaus reduzierte, aber deutlich leichter und preiswerter herzustellen war. Dieses Alvista genannte System war in der zweiten Hälfte des Jahres 1927 serienreif. Weil Alvis damit nicht mehr auf die lizenzbedürftigen Weymann-Konstruktionen angewiesen war, kündigte das Unternehmen Anfang 1928 alle Verträge über die Herstellung von Weymann-Aufbauten. Davon war auch Albany betroffen. Die Alvista-Aufbauten wurden stattdessen bis 1930 exklusiv bei Cross & Ellis hergestellt.

### Albany und Lancia

#### Weymann-Aufbauten für den Lancia Lambda
Im Auftrag des Londoner Lancia-Händlers Charles Follett, der die werksseitig angebotenen italienischen Karosserien für unattraktiv hielt, entwarf Albany sieben verschiedene Aufbauten für den Lancia Lambda, darunter Cabriolets und Limousinen. Technische Basis waren Lambdas der Generationen 7 und 8, die – im Gegensatz zu den selbsttragend konstruierten Generationen 1 bis 5 – ein separates Chassis hatten und somit individuelle Karosserien zuließen. Einige, aber nicht alle Albany-Karosserien für den Lambda waren nach dem Weymann-Patent konstruiert.

#### Der LambdaAirway Saloon

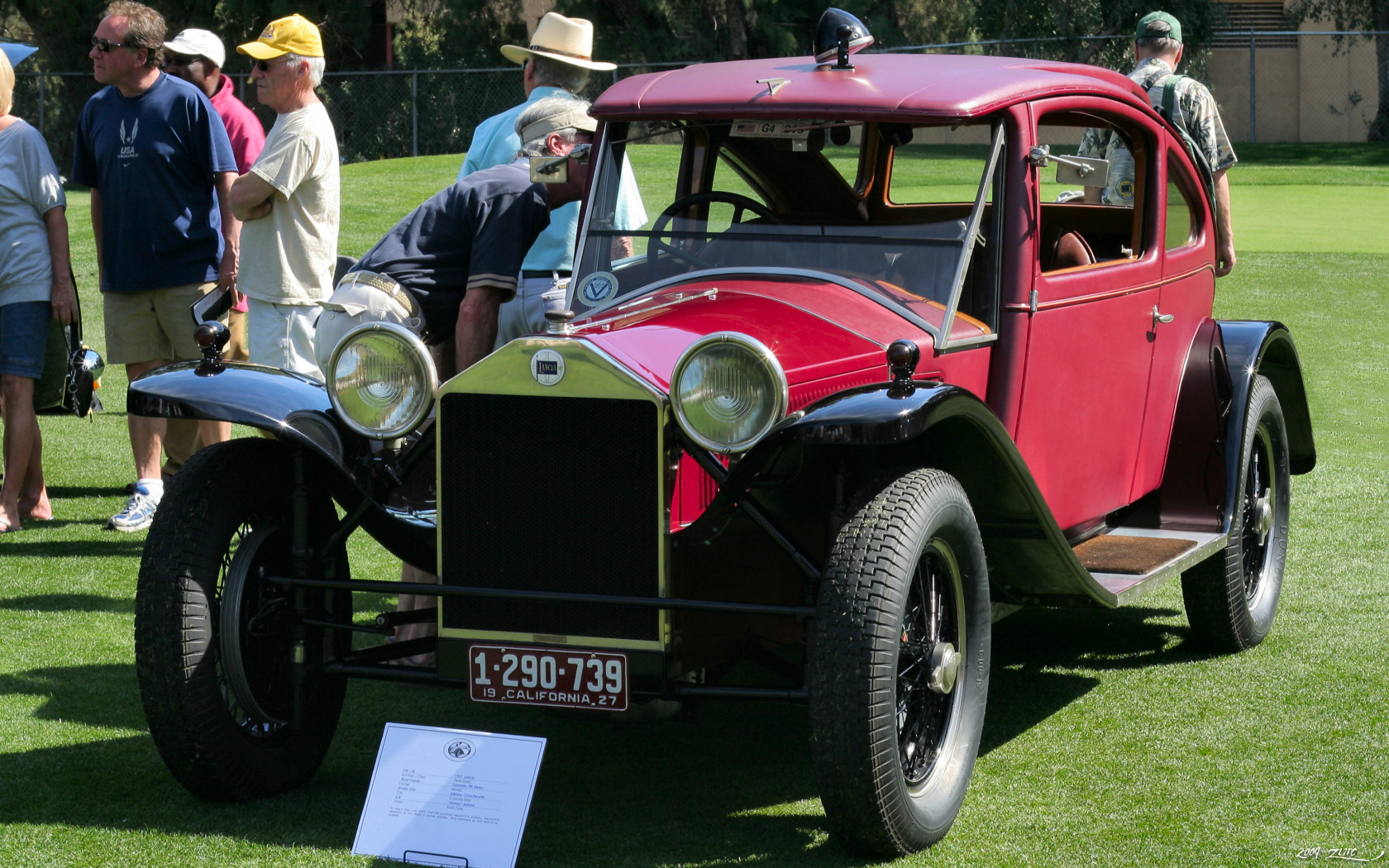
Lancia Lambda Airway Saloon (1927)

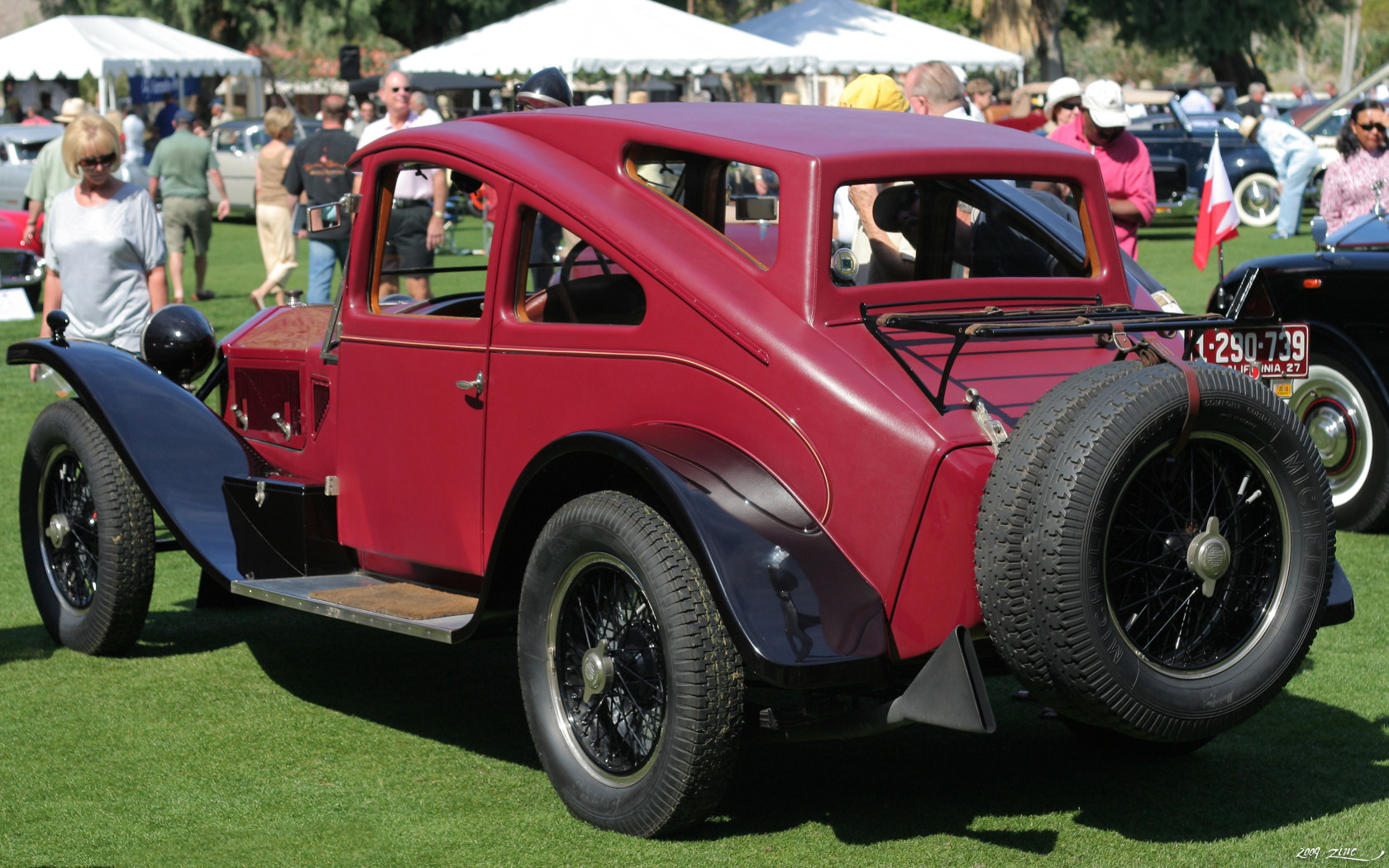
Breiter Tower der überarbeiteten Version

Die außergewöhnlichste und auch heute noch bekannte Variante ist der Airway Saloon von 1927, der Designelemente von Flugzeugen aufgreift. Der Entwurf geht auf den Architekten Joseph Emberton zurück, der sich von den Linien des Bombers Vickers Vimy inspirieren ließ. Das herausragende Gestaltungsmerkmal ist neben der geneigten Windschutzscheibe die nach hinten abfallende Dachlinie. Aus ihr ragt mittig eine verglaste Erhöhung heraus, die an einen Tower erinnert. Sie schafft die notwendige Kopffreiheit für den Passagier im Fahrzeugfond. In der ersten Version von 1927 war der Tower sehr schmal; später wurde die Erhöhung deutlich verbreitert. Auch bei der Instrumentierung orientierte sich Emberton an Flugzeugen: Im Armaturenbrett finden sich Anzeigen für die Windgeschwindigkeit und die Neigung sowie ein Höhenmesser und ein Kompass. Der Aufbau besteht aus einem Gerüst aus Eschenholz; einige Teile des Aufbaus sind mit farbigem Kunstleder bespannt. Der Airway Saloon wurde in einer zweifarbigen Lackierung aus Rot und Elfenbein im Oktober 1927 auf der British International Motor Show in London ausgestellt.
Der britische Lancia-Importeur, die Curtis Automobile Company Ltd., stellte eine Serienproduktion des Airway Saloon in Aussicht und nannte einen Verkaufspreis von 945 £. Ob der Airway Saloon allerdings tatsächlich in Serie gefertigt wurde, ist unklar. Heutige Quellen gehen davon aus, dass Albany nur zwei Ausstellungsstücke herstellte, von denen heute noch einer existiert. Eines der Autos wurde nach Australien verkauft, wo es anhaltendes Aufsehen erregte.
Embertons Airway-Design war einflussreich. Es war eines der frühesten Beispiele für die Aerodynamikwelle, die in den 1930er-Jahren das Automobildesign ergriff und die auch auf Großserienfahrzeuge heruntergebrochen wurde. Einen dem Airway Saloon sehr ähnlichen Aufbau – allerdings ohne Tower – gestaltete Gurney Nutting drei Jahre später im Auftrag von Woolf Barnato für einen Bentley Speed Six, der als Bentley Blue Train bekannt wurde.

### Sonstige Aufbauten
Es gibt Hinweise auf eine individuelle Albany-Karosserie für ein Packard-Chassis, die im Auftrag des britischen Packard-Importeurs entstanden sein soll.